# Viktor Jlouktov
Temple de la renommée russe : 2014
Viktor Vassilievitch Jlouktov - en russe : Виктор Васильевич Жлуктов, et en anglais : Viktor Zhluktov - (né le 26 janvier 1954 à Inta en URSS) est un joueur professionnel russe de hockey sur glace. Il évoluait au poste de centre.

## Carrière de joueur
En 1972, il commence sa carrière avec le CSKA Moscou dans le championnat d'URSS. Il est choisi en 1982 au cours du repêchage d'entrée dans la Ligue nationale de hockey par les North Stars du Minnesota en 7e ronde, en 143e position. En 1985, il met un terme à sa carrière.

## Carrière internationale
Il a représenté l'URSS au niveau international. Il compte 195 sélections pour 79 buts entre 1975 et 1985. Il a remporté la médaille d'or aux Jeux olympiques d'hiver d'Innsbruck en 1976 et l'argent en 1980. Il a participé à sept éditions des championnats du monde pour un total de cinq médailles d'or, une d'argent et une de bronze.

## Trophées et honneurs personnels
URSS
- 1981 : élu sur la meilleure ligne.

Coupe Canada
- 1976 : élu meilleur buteur (5) et pointeur (9) du tournoi.

Championnat d'Europe junior
- 1973 : élu meilleur attaquant.

## Statistiques
Pour les significations des abréviations, voir Statistiques du hockey sur glace.

### En club
| Saison  | Équipe      | Ligue |    | Saison régulière | Saison régulière | Saison régulière | Saison régulière | Saison régulière |   | Séries éliminatoires | Séries éliminatoires | Séries éliminatoires | Séries éliminatoires | Séries éliminatoires |
| Saison  | Équipe      | Ligue | PJ | B                | A                | Pts              | Pun              | PJ               | B | A                    | Pts                  | Pun                  |                      |                      |
| 1972-73 | CSKA Moscou | URSS  | 5  | 2                | 0                | 2                | 0                |                  |   |                      |                      |                      |                      |                      |
| 1973-74 | CSKA Moscou | URSS  | 29 | 8                | 3                | 11               | 10               |                  |   |                      |                      |                      |                      |                      |
| 1974-75 | CSKA Moscou | URSS  | 35 | 19               | 11               | 30               | 20               |                  |   |                      |                      |                      |                      |                      |
| 1976-77 | CSKA Moscou | URSS  | 36 | 17               | 20               | 37               | 2                |                  |   |                      |                      |                      |                      |                      |
| 1977-78 | CSKA Moscou | URSS  | 24 | 11               | 6                | 17               | 8                |                  |   |                      |                      |                      |                      |                      |
| 1978-79 | CSKA Moscou | URSS  | 44 | 20               | 24               | 44               | 12               |                  |   |                      |                      |                      |                      |                      |
| 1979-80 | CSKA Moscou | URSS  | 36 | 17               | 13               | 30               | 8                |                  |   |                      |                      |                      |                      |                      |
| 1980-81 | CSKA Moscou | URSS  | 49 | 29               | 26               | 55               | 18               |                  |   |                      |                      |                      |                      |                      |
| 1981-82 | CSKA Moscou | URSS  | 47 | 19               | 24               | 43               | 16               |                  |   |                      |                      |                      |                      |                      |
| 1982-83 | CSKA Moscou | URSS  | 39 | 12               | 7                | 19               | 16               |                  |   |                      |                      |                      |                      |                      |
| 1983-84 | CSKA Moscou | URSS  | 42 | 12               | 11               | 23               | 8                |                  |   |                      |                      |                      |                      |                      |
| 1984-85 | CSKA Moscou | URSS  | 34 | 9                | 10               | 19               | 8                |                  |   |                      |                      |                      |                      |                      |